# 한큐 버스

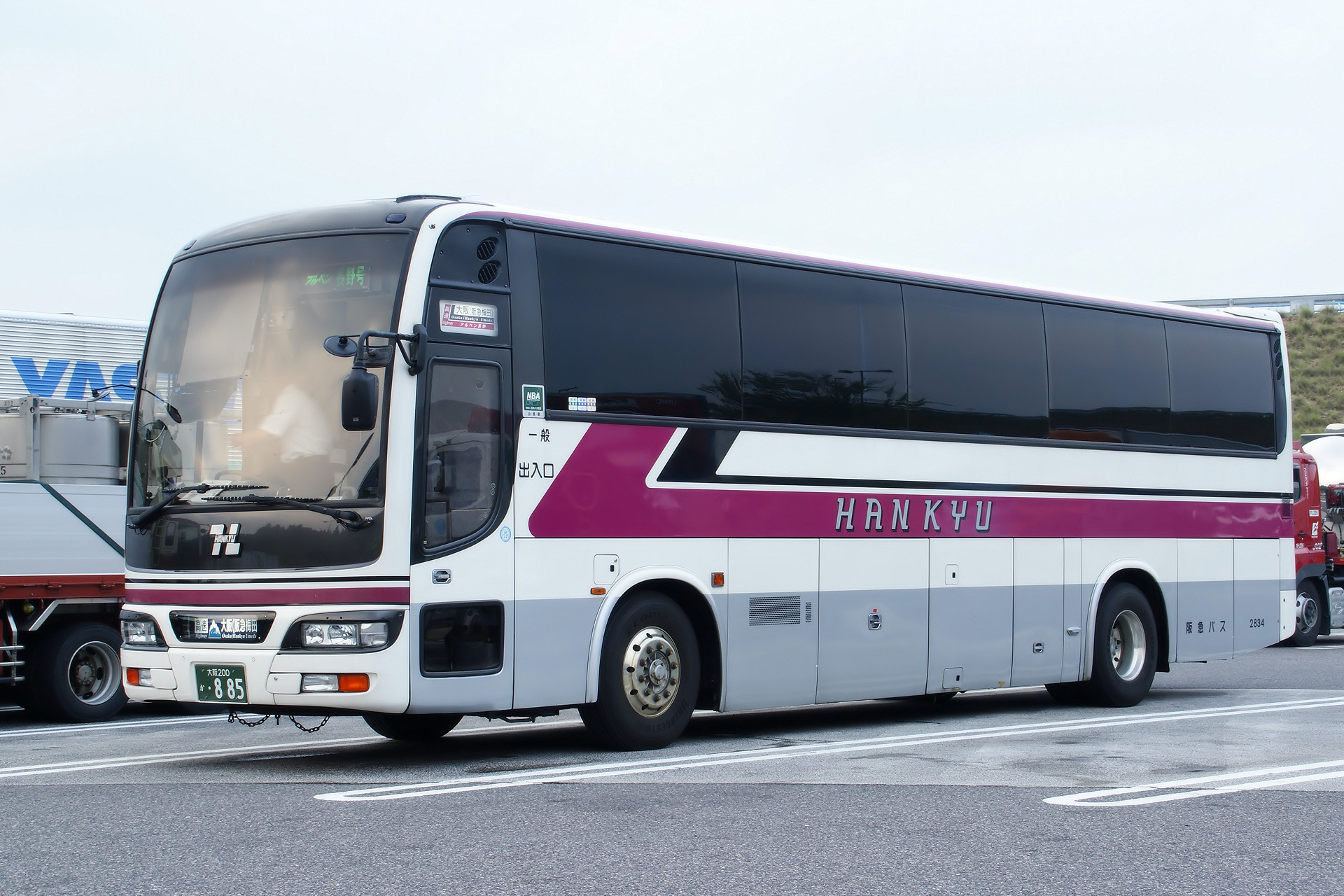
한큐 버스 소속 미쓰비시후소트럭 버스의 에어로 버스 KL-MS86MP 차종이다. 이 차종은 시외버스 또는 고속버스로 운행되고 있다.

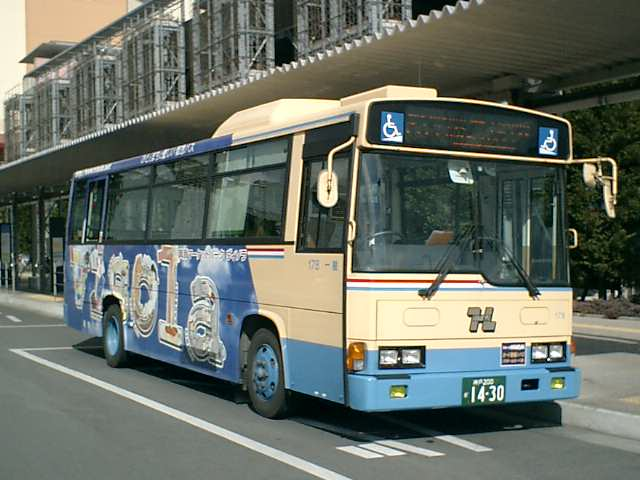
미노오 큐스몰 송영 셔틀버스

한큐 버스(일본어: 阪急バス, Hankyu Bus Co.,Ltd.)는 오사카부와 교토부 그리고 효고현 등 2부 1현을 중심으로 노선버스를 전개하고 있는 버스 운수 사업자이다. 그러나 이 업체는 니시테쓰 버스, JR 버스, 산덴 교통 등과 마찬가지로 관광버스, 고속버스 등도 물론 사업하고 있다. 그리고 한큐 한신 도호 그룹의 일원으로, 한큐한신홀딩스의 연결 자회사이기도 하다. 

## 여담
해당 버스 업체는 한 때 한국인을 상대로 하는 와사비 테러와 버스표 욕설을 퍼부을 정도로 논란을 빚어 물의를 빚은 전례가 있는 업체로도 유명하다. 그러나 해당 업체를 한국인을 상대로 총(チョン)이라는 낱말이 들어가게 될 정도로 매우 불쾌한 느낌이 있어, 업체에게는 대단히 송구하는 마음으로 나타난 전력을 가지고 있다. 대체적으로 보면 거의 험한 분위기를 가지는 느낌이 있었던 것으로 보인다.